# Ahillones (kommunhuvudort)
Ahillones är en kommunhuvudort i Spanien.   Den ligger i provinsen Provincia de Badajoz och regionen Extremadura, i den sydvästra delen av landet, 300 km sydväst om huvudstaden Madrid. Ahillones ligger 594 meter över havet och antalet invånare är 1 101.
Terrängen runt Ahillones är platt. Runt Ahillones är det glesbefolkat, med 16 invånare per kvadratkilometer. Närmaste större samhälle är Azuaga, 14,5 km öster om Ahillones. Trakten runt Ahillones består till största delen av jordbruksmark.